# Hokkai
Hokkai is een groothandel, levensmiddelenwinkel en restaurant in IJmuiden. Het restaurant wordt door verschillende recensenten gerekend tot de beste Japanse restaurants van Nederland.

## Geschiedenis
Hokkai werd in 1993 opgericht onder de naam Hokkai Suisan. Het bedrijf leverde destijds uitsluitend horsmakreel aan Japanners die in Nederland woonden. Tegenwoordig levert het meer dan 60 visproducten, Japanse gerechten en sauzen en is de afzetmarkt uitgebreid naar geheel Europa. In 2010 startte het bedrijf een restaurant onder de naam Hokkai Kitchen. Onder leiding van chef-kok Kuniyoshi Ohtawara, afkomstig van restaurant Yamazato in het Okura Hotel in Amsterdam, kreeg het restaurant positieve recensies in verschillende Nederlandse kranten en tijdschriften. In 2021 werd oprichter Marinus Noordenbos door het Japanse ministerie van Landbouw, Bosbouw en Visserij benoemd tot 'goodwill ambassadeur van de Japanse keuken'. In 2024 maakte Hokkai bekend een lijn aan consumentenproducten aan te bieden via de eigen website en online supermarkt Crisp.